# اندیس جزن
جزن یک اندیس فلزی است که در حوالی شهر نطنز استان اصفهان قرار دارد و مادهٔ معدنی موجود در آن، طلا است.  در این اندیس، پاراژنز‌های آلونیت، ارسنیک یافت می‌شوند.